# デイノメネス
デイノメネス(Deinomenes)は、ヒエロン1世、ゲロン、トラシュブロス、ポリゼロスの父である。歴史家ヘロドトスは、彼の祖先はエーゲ海のティロス島出身で、シチリア南部の街ジェーラの創始者であったと記述している。デイノメネスは、神託に息子たちの運命について尋ね、ゲロン、ヒエロン1世、トラシュブロスはみな僭主となる運命にあると告げられた。